# 大久保勝也
大久保 勝也（おおくぼ かつや、1967年6月4日 - ）は、長崎県出身の元プロ野球選手（内野手）。
兄は九州産業大学野球部監督、大学野球日本代表監督の大久保哲也。

## 来歴
長崎・海星高から、1985年のプロ野球ドラフト会議で横浜大洋ホエールズから投手として6位指名を受け入団。
入団直後に野手としてのセンスを買われて内野手に転向する。プロ2年目の1987年は、MLBのテキサス・レンジャーズ傘下（当時）のルーキー級ビュート・カッパーキングスに野球留学した。しかし、全体的に非力で、ファームでもレギュラーがとれず、一軍出場のないまま1990年のオフに戦力外通告を受け、現役を引退。
引退後は横浜球団に残り、チームのマネージャーに転進。2000年頃まで球団職員を務めた。
横浜球団退団後は、社会人ノンプロ野球チームSOLA沖縄専門学校のスタッフを務めていたこともあった。
現在は、東北楽天ゴールデンイーグルススカウトを務める。

## 詳細情報

### 年度別打撃成績
- 一軍公式戦出場なし

### 背番号
- 58 （1986年 - 1990年）